# Kansas-Gletscher
Der Kansas-Gletscher ist ein etwa 40 km langer, steiler Gletscher im westantarktischen Marie-Byrd-Land. Er fließt vom Stanford-Plateau in nordöstliche Richtung zum Reedy-Gletscher, den er nördlich des Blubaugh-Nunatak erreicht. 
Kartografisch erfasst wurde das Gebiet durch Vermessungsarbeiten des United States Geological Survey und mithilfe von Luftaufnahmen der United States Navy von 1960 bis 1964. Das Advisory Committee on Antarctic Names benannte den Gletscher 1967 nach der University of Kansas, von der zahlreiche Wissenschaftler zur Erforschung Antarktikas stammen.

## Weblinks

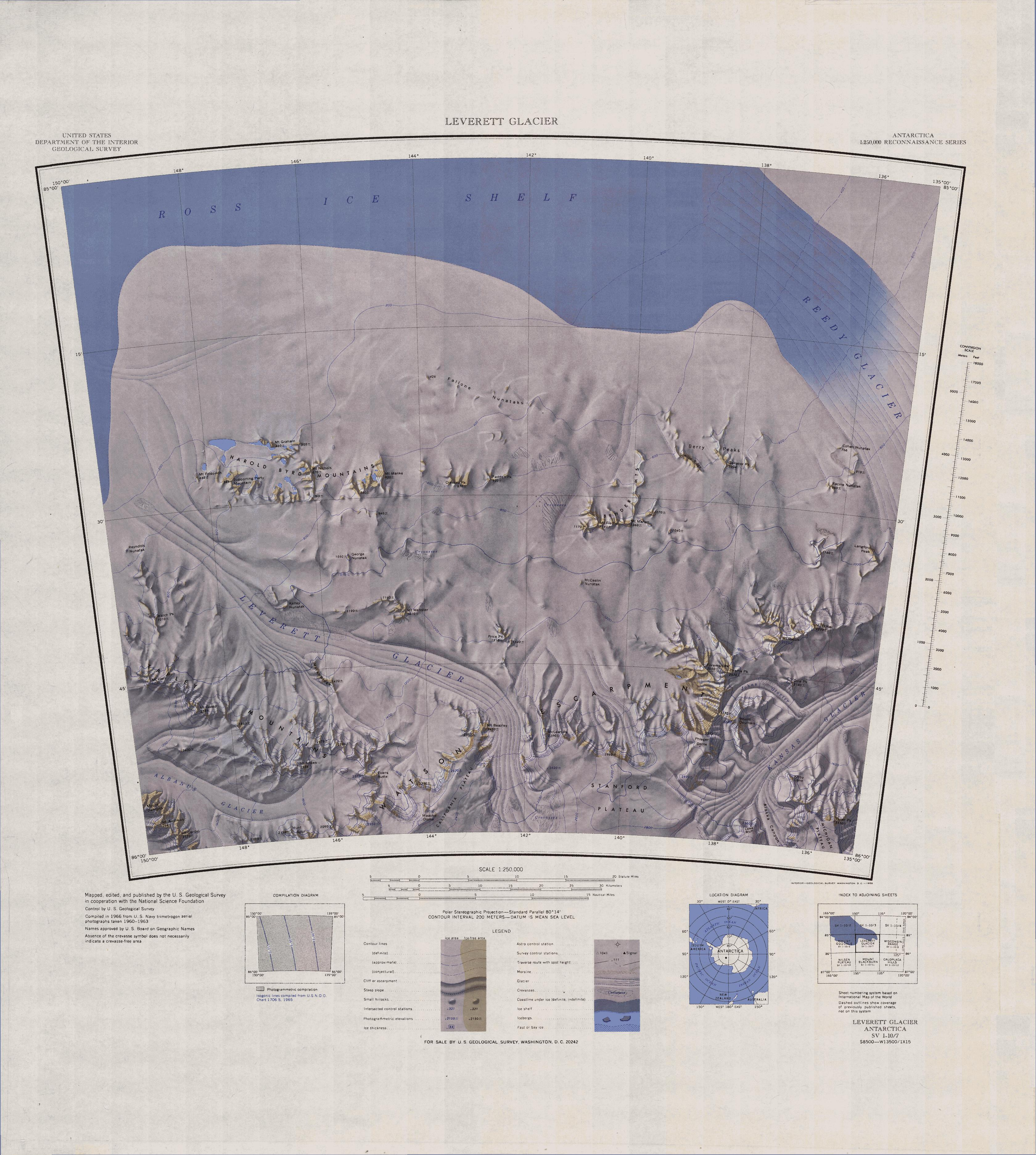
Kansas Glacier im Südosten der Karte
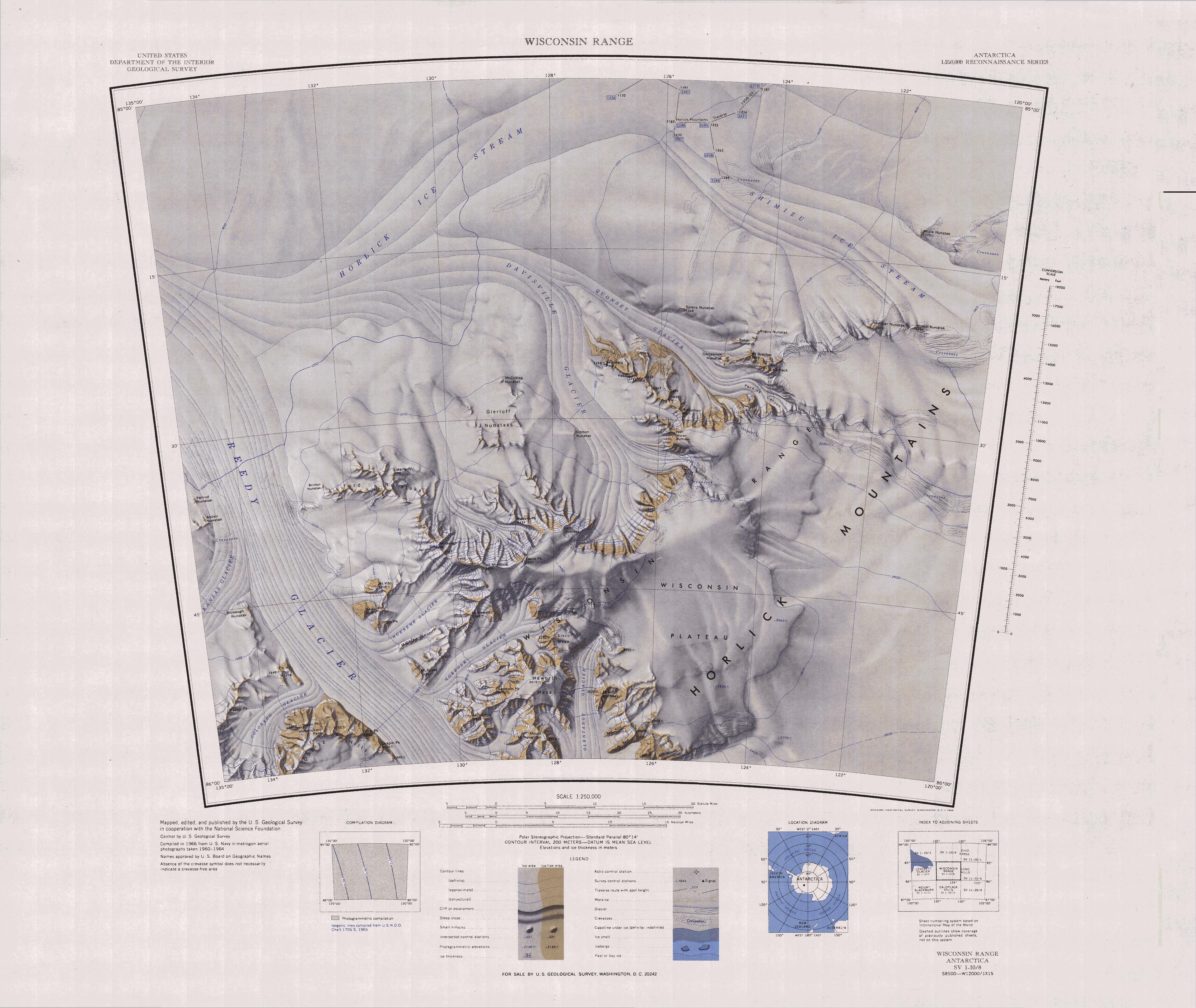
Mündung in den Reedy Glacier am westlichen Kartenrand